# Mostacillastrum commune
Mostacillastrum commune là một loài thực vật có hoa trong họ Cải. Loài này được (Speg.) Al-Shehbaz mô tả khoa học đầu tiên năm 2006.